# Edgar Tur
Edgar Tur (Tallin, 28 de diciembre de 1996) es un futbolista estonio que juega en la demarcación de lateral derecho para el FCI Levadia Tallinn de la Meistriliiga.

## Selección nacional
Después de jugar en la selección de fútbol sub-21 de Estonia, finalmente hizo su debut con la selección absoluta el 7 de octubre de 2020 en un encuentro amistoso contra Lituania que finalizó con un resultado de 1-3 a favor del combinado lituano tras el gol de Pavel Marin para Estonia, y de Gratas Sirgedas y un doblete de Arvydas Novikovas para Lituania.

## Clubes
| Club                       | País     | Año       | Partidos | Goles |
| -------------------------- | -------- | --------- | -------- | ----- |
| FC Infonet Tallinn         | Estonia  | 2014-2016 | 1        | 0     |
| FC Infonet II              | Estonia  | 2016      | 24       | 13    |
| Paide Linnameeskond        | Estonia  | 2017-2019 | 57       | 2     |
| POFC Botev Vratsa (cedido) | Bulgaria | 2019      | 8        | 0     |
| Paide Linnameeskond        | Estonia  | 2019-2022 | 129      | 13    |
| FCI Levadia Tallinn        | Estonia  | 2023-     | 37       | 1     |

## Palmarés

### Campeonatos nacionales
| Título       | Club               | País    | Año  |
| ------------ | ------------------ | ------- | ---- |
| Meistriliiga | FC Infonet Tallinn | Estonia | 2016 |